# Климовець (струмок)
Климовнць — струмок  в Україні, у Тячівському районі Закарпатської області, правий доплив Мокрянки (басейн Дунаю).

## Опис
Довжина струмка приблизно 4 км. Формується з багатьох безіменних струмків.

## Розташування
Бере початок на північних схилах гірської вершини Климова. Тече переважно на північний схід понад горою Кічера і на північно-західній околиці села Руська Мокра впадає у річку Мокрянку, праву притоку Тересви.